# Epicranio
L'epicranio è il termine medico che sta ad indicare le strutture muscolari che ricoprono il cranio.
Esso è composto dai muscoli occipitofrontale e temporoparietale e dall'aponeurosi epicranica.